# Harry F. Byrd

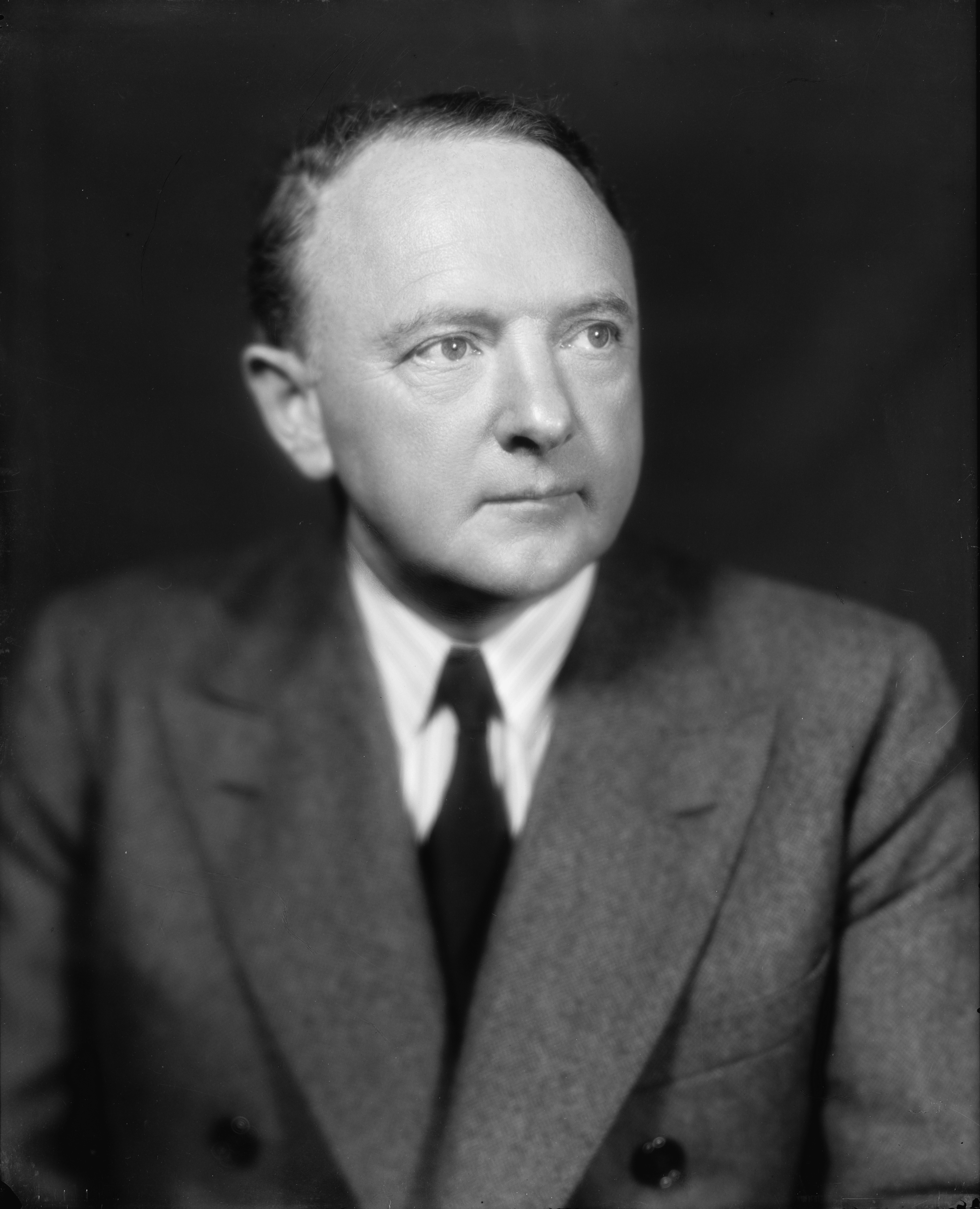
Byrd c. 1926-30

Harry Flood Byrd Sr. (Martinsburg, West Virginia, 10 de junho de 1887 - Berryville, Virgínia, 20 de outubro de 1966) foi um editor de jornal norte-americano, político e líder do Partido Democrata na Virgínia por quatro décadas como chefe de uma facção política que ficou conhecida como Byrd Organization. 

## Carreira
Byrd serviu como governador da Virgínia de 1926 a 1930, depois a representou como senador dos Estados Unidos de 1933 a 1965. Ele liderou a "coalizão conservadora" no Senado dos Estados Unidos e se opôs ao presidente Franklin D. Roosevelt, bloqueando em grande parte a maioria dos liberais legislação após 1937. Seu filho Harry Jr. sucedeu-o como senador dos EUA, mas concorreu como independente após o declínio da Organização Byrd.
Byrd sucedeu ao que havia sido a organização do Partido Democrata da Virgínia do senador americano Thomas Staples Martin, que morreu em 1919. Eleito o 50º governador da Virgínia em 1925, inicialmente Byrd reorganizou e modernizou o governo da Virgínia. Sua máquina política dominou a política estadual durante grande parte da primeira metade do século XX.
As condições financeiras na Virgínia durante a juventude de Byrd condicionaram seu pensamento em questões fiscais e políticas financeiras de "pagamento conforme o uso". Byrd se opôs veementemente à desagregação racial das escolas públicas, e foi líder da "resistência massiva", uma campanha de oposição às decisões da Suprema Corte dos EUA em Brown v. Board of Education que levou ao fechamento de algumas escolas públicas em Virgínia na década de 1950. Estudantes que tiveram sua educação negada em vários condados da Virgínia ficaram conhecidos como a "geração perdida". De acordo com Clarence M. Dunnaville Jr., Byrd era um separatista branco racista e confesso. Apesar de pagar seus trabalhadores negros e brancos de forma semelhante, Byrd se opôs veementemente à desagregação racial mesmo no início do New Deal, e mais tarde se opôs aos presidentes Harry S. Truman e John F. Kennedy, apesar de também serem democratas (além de candidato presidencial Adlai Stevenson) porque se opunham à discriminação racial na força de trabalho federal. A Byrd Organization também se beneficiou ao limitar a participação política de negros e brancos pobres na Virgínia por meio de impostos eleitorais e testes de alfabetização, mas conseguiu esmagar a oposição do governador do New Deal, James H. Price.ao candidato a governador e senador Francis Pickens Miller. Embora Byrd nunca tenha anunciado como candidato presidencial, ele recebeu muitos votos na eleição presidencial de 1956 e 15 votos eleitorais na eleição de 1960.